# Edmond Baudoin

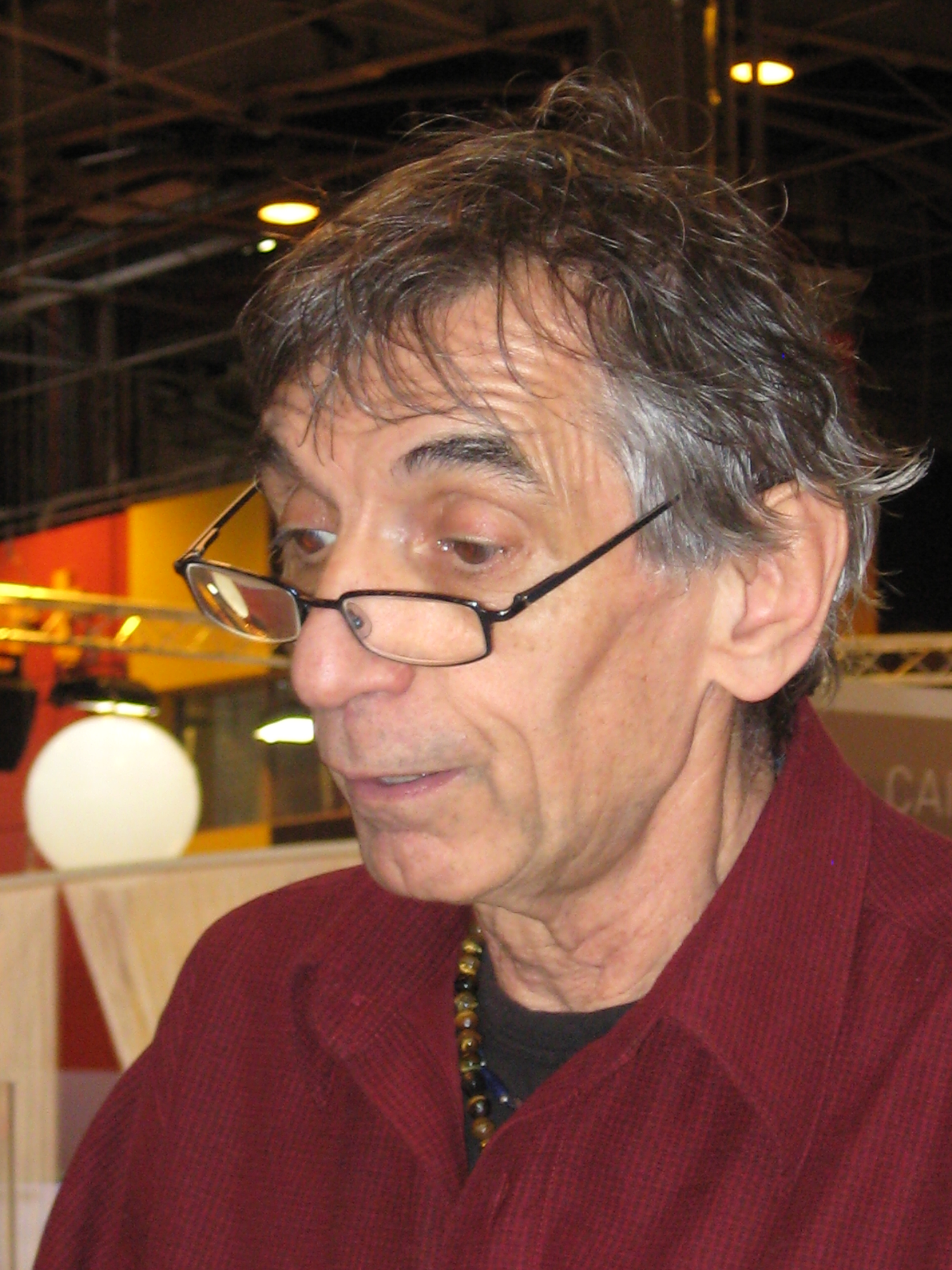
Edmond Baudoin (2010)

Edmond Baudoin (* 23. April 1942 in Nizza) ist ein französischer Illustrator und Comiczeichner.

## Leben
Da Baudoins Eltern seinem älteren Bruder Piero, mit dem er oft zusammen zeichnete, schon das Studium finanziert hatten, konnten sie es sich nicht leisten, ihn ebenfalls studieren zu lassen, sodass er zunächst als Buchhalter arbeitete und erst mit 33 Jahren als Comiczeichner und Illustrator begann.

## Werk
Baudoin, der ohne Vorskizzen arbeitet, gewann 1992 für das Album Couma acò auf dem Festival International de la Bande Dessinée d’Angoulême den Prix du meilleur album. 1997 gewann er ebenfalls in Angoulême den Alph-Art du scénario für das Album Le Voyage. Auf Deutsch sind von Baudoin unter anderem die in Zusammenarbeit mit Fred Vargas entstandenen Adamsberg-Krimis Im Zeichen des Widders und Die Tote im Pelzmantel erschienen. Auch die – in großen Teilen fiktive – Autobiografie Der Nabel der Welt verdient Beachtung. Seit Beginn des 21. Jahrhunderts widmet er sich zunehmend auch der großformatigen Malerei.